# Sportovní komplex Jubilejnyj
Sportovní komplex Jubilejnyj, (rusky Спортивный комплекс „Юбилейный), je víceúčelová sportovní hala, která se nachází v Petrohradě. Vnitřní prostor umožňuje konání mnoha druhů sportů. Kromě toho hala slouží jako kulturní zařízení s možností pořádání koncertů. Tuto halu využívá při koncertních turné mnoho zpěváků a hudebníků.
Komplex byl dokončen v roce 1967, jako dárek od Federace odborových svazů pro město Petrohrad k 50. výročí sovětské moci. Od roku 2007 do roku 2009 prošla rozsáhlou rekonstrukcí, rozšířením a modernizací. Od roku 2015 do roku 2016 byla aréna opět renovována a modernizována. Aréna byla použita jako jedna z hostitelských arén Mistrovství světa v ledním hokeji v roce 2016. Sportovní komplex Jubilejnyj je domovem Jubilejnyj sportovního klubu, což je prominentní školící středisko pro krasobruslení.